# 金森長則
金森 長則（かなもり ながのり、永禄7年（1564年） - 天正10年6月2日（1582年6月21日））は、戦国時代の武将。忠二郎。金森長近の長男。金森義入とは同一人物とも言われる。
永禄7年（1564年）に長近と正室、お福の方の息子として誕生。元服を済ませると以降は織田信忠の近侍として召しだされる。森成利らと同年代で親元を離れ主君に直接召しだされるなど期待をかけられた存在であった。
しかし、天正10年（1582年）の本能寺の変で信忠と共に明智光秀の軍勢に攻められ、防戦するも討ち死にする。享年19。本能寺で織田信長と共に戦死したと記述する書もありその最期については諸説ある。
長近は後年、岐阜県高山市雲龍寺に長則の菩提を弔った。また京都府の阿弥陀寺と本能寺の信長廟のとなりに戦没者供養墓が残る。